# العلاقات الكويتية الهندوراسية
العلاقات الكويتية الهندوراسية هي العلاقات الثنائية التي تجمع بين الكويت وهندوراس.

## مقارنة بين البلدين
هذه مقارنة عامة ومرجعية للدولتين:
| وجه المقارنة                                              | الكويت        | هندوراس          |
| --------------------------------------------------------- | ------------- | ---------------- |
| المساحة (كم2)                                             | 17.82 ألف     | 112.49 ألف       |
| عدد السكان (نسمة)                                         | 4.14 مليون    | 9.27 مليون       |
| الكثافة السكانية (ن./كم²)                                 | 232.32        | 82.41            |
| العاصمة                                                   | مدينة الكويت  | تيغوسيغالبا      |
| اللغة الرسمية                                             | اللغة العربية | اللغة الإسبانية  |
| العملة                                                    | دينار كويتي   | لمبيرة هندوراسية |
| الناتج المحلي الإجمالي (بليون دولار)                      | 120.13 مليار  | 22.98 مليار      |
| الناتج المحلي الإجمالي (تعادل القوة الشرائية) بليون دولار | 290.53 مليار  | 41.14 مليار      |
| الناتج المحلي الإجمالي الاسمي للفرد دولار أمريكي          | 29.30 ألف     | 2.53 ألف         |
| الناتج المحلي الإجمالي للفرد دولار أمريكي                 | 73.25 ألف     | 4.91 ألف         |
| مؤشر التنمية البشرية                                      | 0.816         | 0.606            |
| رمز المكالمات الدولي                                      | +965          | +504             |
| رمز الإنترنت                                              | .kw           | .hn              |
| المنطقة الزمنية                                           | ت ع م+03:00   | 00               |

## منظمات دولية مشتركة
يشترك البلدان في عضوية مجموعة من المنظمات الدولية، منها:
| علم المنظمة | اسم المنظمة                               | تاريخ انضمام الكويت | تاريخ انضمام هندوراس |
| ----------- | ----------------------------------------- | ------------------- | -------------------- |
|             | الاتحاد البريدي العالمي                   | ?                   | ?                    |
|             | يونسكو                                    | 18 نوفمبر 1960      | 16 ديسمبر 1947       |
|             | البنك الدولي للإنشاء والتعمير             | 13 سبتمبر 1962      | 27 ديسمبر 1945       |
|             | منظمة التجارة العالمية                    | ?                   | ?                    |
|             | وكالة ضمان الاستثمار متعدد الأطراف        | 12 أبريل 1988       | 30 يونيو 1992        |
|             | الاتحاد الدولي للاتصالات                  | 14 أغسطس 1959       | 27 أكتوبر 1925       |
|             | منظمة الشرطة الجنائية الدولية             | ?                   | ?                    |
|             | مؤسسة التمويل الدولية                     | 13 سبتمبر 1962      | 20 يوليو 1956        |
|             | الأمم المتحدة                             | 14 مايو 1963        | 17 ديسمبر 1945       |
|             | مؤسسة التنمية الدولية                     | 13 سبتمبر 1962      | 23 ديسمبر 1960       |
|             | منظمة حظر الأسلحة الكيميائية              | ?                   | ?                    |
|             | المركز الدولي لتسوية المنازعات الاستشارية | 4 مارس 1979         | 16 مارس 1989         |

## وصلات خارجية
- موقع وزارة الخارجية الكويتية
- موقع وزارة الخارجية الهندوراسية